# Villa di Tirano
Villa di Tirano es una localidad y comune italiana de la provincia de Sondrio, región de Lombardía, con 2.966 habitantes.

## Evolución demográfica
| Gráfica de evolución demográfica de Villa di Tirano entre 1861 y 2001 |
|                                                                       |
| Fuente ISTAT - elaboración gráfica de Wikipedia                       |